# NGC 3120
NGC 3120 је спирална галаксија у сазвежђу Шмрк (Пумпа) која се налази на NGC листи објеката дубоког неба.
Деклинација објекта је - 34° 13' 15" а ректасцензија 10h 5m 22,8s. Привидна величина (магнитуда) објекта NGC 3120 износи 12,7 а фотографска магнитуда 13,5. Налази се на удаљености од 28,377 милиона парсека од Сунца. NGC 3120 је још познат и под ознакама ESO 374-29, MCG -6-22-17, IRAS 10031-3358, PGC 29278.